# Управление временными изменениями
Управление временны́ми изменениями (англ. Time Variance Authority; сокращённо — УВИ (англ. TVA)) — вымышленная организация из комиксов, которые издаёт компания Marvel Comics.
Впервые появилась в выпуске Thor vol. 1 #372 (октябрь 1986). В 2021 году организация дебютировала в Кинематографической вселенной Marvel (КВМ) в сериале «Локи» на Disney+.
Организацией управляет Тот, кто остаётся. Один из известных членов УВИ — Мобиус М. Мобиус.